# Harry Hill im Banne der Todesstrahlen
Harry Hill im Banne der Todesstrahlen ist ein Kriminalfilm von 1924 der Filmreihe Harry Hill.

## Handlung
Da der Film verboten wurde und somit (vermutlich) nie aufgeführt, ist eine Handlungsbeschreibung dazu derzeit nicht auffindbar (Stand:Oktober 2013).

## Hintergrund
Produktionsfirma war die Valy Arnheim-Film GmbH Berlin, die Dreharbeiten fanden im Mutoskop-Atelier Berlin-Lankwitz statt. Für die Bauten war Artur Günther zuständig. Der Film hatte eine Länge von sechs Akten auf 1789 Metern, ca. 98 Minuten. Die Filmprüfstelle Berlin (B.09197) verbot den Film am 20. Oktober 1924, ebenso die daraufhin angerufene Oberprüfstelle zwei Tage später (O.00498).